# 87 (عدد)
87 (سبعة وثمانون) هو عدد طبيعي يلي العدد 86 ويسبق العدد 88.